# Konsulat RP we Wrocławiu
Konsulat RP we Wrocławiu (niem. Polnisches Konsulat in Breslau) – polska placówka konsularna działająca w okresie międzywojennym w ówczesnym Wrocławiu.
Urząd konsularny w randze konsulatu powołany w 1920, na bazie powstałego w 1919 biura paszportowego RP celem reprezentowania spraw polskich w niemieckiej prowincji dolnośląskiej (niem. Provinz Niederschlesien), w granicach której mieszkała społeczność polska. Od 1920 konsulat mieścił się przy Neue Gasse 18 (obecnie ul. Nowej), od 1921 przy Am Ohlauufer 2 (al. Słowackiego), od 1924 przy Freiburgerstr. 7 (ul. Świebodzkiej), od 1927 przy Freiburgerstr. 29, i od 1936 przy Charlottenstr. 24 (ul. Kruczej). W 1938 placówka uzyskała status konsulatu generalnego.
W 1939 roku placówka liczyła 13 pracowników, m.in. majora Brunona Grajka, prowadzącego placówkę „Adrian” Oddziału II Sztabu Generalnego.

## Kierownicy placówki
- 1918–1919 – Franciszek Charwat[3] , konsul
- 1920 – Eustachy Lorenowicz[3]
- 1920–1921 – Jan Jakub Kowalczyk[3]
- 1921–1927 – dr Franciszek Brzeziński[3] , konsul
- 1927–1929 – dr Bronisław Radowski[3] , konsul
- 1929–1932 – dr Aleksy Wdziękoński[3] , konsul
- 1932–1936 – Stefan Janusz Bratkowski[3]
- 1936 – Aleksander Dunajecki[3]
- 1936–1937 – Michał Czudowski[3]
- 1937–1939 – Leon Koppens[2][3]